# Alpha Sigma Phi
Alpha Sigma Phi est une fraternité américaine, fondée à Yale en 1845.